# 堀天外
堀 天外（ほり てんがい、明治6年（1873年） – 昭和15年（1940年））は、日本の実業家、俳人、漢詩人。本名了吉、俳号冷雨

## 経歴
鳥取県西伯郡淀江町（現米子市）の谷尾甚三の二男で、境町の堀萬三郎の養子となった。
俳句会「蓼（たで）の穂会」創立に参加。漢詩では「第二次鷗社」に参加し、「剪淞吟社」に加盟。実兄の谷尾夢香（範吾）と共に活躍。
私家版俳句集『水のあわ』がある。